# DBU eFodbold
DBU eFodbold er eSportsgrenen hos Dansk Boldspil-Union. Dette tæller det landsdækkende 2v2 danmarksmesterskab, ePokalen samt eFodboldlandsholdet i computerspillet EA FC, også tidligere kendt som Fifa fra EA Sports. Kampene og turneringerne afvikles på Playstation konsol.

## DBU's eFodbolds 2v2 turnering
DBU's DM-mesterskab i Fifaspillet afvikles i 2v2-format, også kaldet co-op. Turneringen løber fra november til marts, og afsluttes med et finalestævne for de kvalificerede hold.
Turneringen er inddelt i flere aldersgrupper U8-12, U13-16 og 17+. Der er dog kun et mesterskab for U13-16 og 17+.
Der afvikles flere kvalifikationsstævner, hvor de deltagene hold kan kvalificere sig til det afsluttende finalestævne.
2023/24 finalestævnet blev afholdt på Nature Energy Park. Vinderne i 17+ rækken blev Vorup FB der slog B52 fra Aalborg i finalen. I U13-16-rækken vandt Starup UIF over Fredericia KFUM.

## ePokalen (Online 2v2 turnering)
DBU's pokalmesterskab i eFodbold spilles online også i 2v2 format. i 2022/23 blev finalen dog spillet ved GameBox Festival i Herning, hvor Birkende BK slog Nordens Paris fra Aalborg.

## eFodbold landsholdet
DBU's landshold i eFodbold har deltaget ved adskillige slutrunder, heriblandt Nations Cup. Flere danske prof fifa-spillere stiller op for landsholdet, heriblandt Marcus ’Marcuzo’ Jørgensen, Fatih Üstün, Alen Barakovic og verdensmesteren Anders Vejrgang. Landstræner for det danske landshold er Dennis Nordenbøl.